# تریل‌بی (فلوریدا)
تریل‌بی (به انگلیسی: Trilby) یک منطقهٔ مسکونی در ایالات متحده آمریکا است که در فلوریدا واقع شده‌است. تریل‌بی ۲٫۶ کیلومتر مربع مساحت و ۴۱۹ نفر جمعیت دارد و ۲۶ متر بالاتر از سطح دریا قرار دارد.